# Фейгельман, Михаил Викторович
Михаи́л Ви́кторович Фейгельман (род. 11 июня 1954) — советский и российский физик-теоретик, доктор физико-математических наук, профессор МФТИ. Заместитель директора Института теоретической физики имени Л. Д. Ландау РАН (с 2003). Один из основателей Корпуса экспертов по естественным наукам и математике.

## Биография
В 1980 году защитил кандидатскую диссертацию «Флуктуационные эффекты в двумерных упорядочивающихся системах», в 1990 году — докторскую диссертацию в виде научного доклада «Статистическая механика сильно неупорядоченных систем: спиновые стекла и смежные вопросы» (официальные оппоненты С. А. Бразовский, М. И. Каганов, С. В. Малеев).
Заведующий базовой кафедрой «Проблемы теоретической физики» МФТИ.
Область научных исследований — физика конденсированного состояния и теория сверхпроводимости. Имеет более 10 000 цитирований своих работ, опубликованных в индексируемых научных журналах.